# Eonycteris spelaea
Eonycteris spelaea är en däggdjursart som först beskrevs av George Edward Dobson 1871. Den ingår i släktet Eonycteris och familjen flyghundar.

## Beskrivning
En förhållandevis stor fladdermus för att tillhöra de nektarätande flyghundarna. Huvudet har en smal nos med en lång tunga, små öron och stora ögon. Pälsen på ryggsidan är mörkbrun, buksidans päls ljusare. Hanarna har ett mörkt område på nacken med långa hår, som sänder ut luktämnen. Kroppslängden är 8,5 till 12,5 cm, vingbredden 6 till 8,5 cm och vikten 41 till 72 g. Hanen är omkring 20 % större än honan.

## Underarter
Catalogue of Life samt Wilson & Reeder (2005) skiljer mellan fyra underarter:
- Eonycteris spelaea spelaea (Dobson, 1871)
- Eonycteris spelaea glandifera Lawrence, 1939
- Eonycteris spelaea rosenbergii (Jentink, 1889)
- Eonycteris spelaea winnyae Maharadatunkamsi and Kitchener, 1997

## Utbredning
Denna flyghund förekommer i södra och sydöstra Asien. Utbredningsområdet sträcker sig från Nepal, spridda populationer i Indien och södra Kina över Vietnam, Kambodja och Malackahalvön till Halmahera och Timor.

## Ekologi
Arten lever i urskogar och kulturskogar i låglandet och i medelhöga bergstrakter upp till 1 000 meter över havet. Den förekommer också i jordbruksbygder. Arten är nattaktiv, och vilar under dagen hängande i taket på grottor som kan rymma mellan ett dussin till över 10 000 individer. Hanar och honor sover var för sig.

### Föda och predation
Födan består framför allt av nektar och pollen från ett stort antal nattblommande växter, bland dem flera jordbruks- och fruktodlingsväxter (bland annat durian och agave), vilket gör arten till en ekonomiskt viktig pollinatör. Undantagsvis kan den även äta blommor. Själv har arten inte många fiender, eftersom deras levnadssätt, högt över de flesta rovdjurs jaktområde, skyddar dem. Klättrande ormar kan emellertid utgöra en fara, liksom nattaktiva rovfåglar som ugglor. Då arten också jagas som föda, utgör även människor en predator.

### Fortplantning
Arten är polygyn, en hane parar sig med flera honor i ett haremsliknande, socialt system. Honan tar ensam ansvaret för ungarna. Honan är brunstig två gånger per år. Efter en dräktighet på 3 till 4 månader (äldre studier talar om så mycket som 6 till 7 månader) föder hon en eller i undantagsfall två outvecklade ungar. De dias i 3 månader; under den första tiden, 4 till 6 veckor, flyger honan runt med dem fastsugna vid spenarna. Honorna blir könsmogna vid 6 till 12 månader, hanarna vid 1 till 2 år.

## Hot
Beståndet hotas av skogarnas omvandling till jordbruksmark. Dessutom jagas arten för köttets skull. Populationen påverkas av störningar vid viloplatsen. Hela populationen antas vara stor. IUCN kategoriserar arten globalt som livskraftig.